# کراون (پنسیلوانیا)
کراون (به انگلیسی: Crown) یک منطقهٔ مسکونی در ایالات متحده آمریکا است که در شهرستان کلریان، پنسیلوانیا واقع شده‌است. کراون ۶٫۶۱ کیلومتر مربع مساحت و ۱۸۳ نفر جمعیت دارد و ۵۰۵٫۰۶ متر بالاتر از سطح دریا واقع شده‌است.